# Ekaterina Josifowa
Ekaterina Pietrowa Josifowa ((bułg.) Екатерина Петрова Йосифова) (ur. 4 czerwca 1941 w Kiustendile, zm. 13 sierpnia 2022) – bułgarska poetka i nauczycielka.

## Życiorys
Studiowała filologię rosyjską na Uniwersytecie Sofijskim. W latach 1968–1970 była nauczycielką w Dupnicy i Kiustendiłu. Pracowała jako dziennikarka gazety Звезда (Gwiazda) w Kiustendiłu w latach 1971–1972, dramaturg w Kiustendilskim Teatrze Dramatycznym (1972-1981) i w latach 1981–1990 szef działu poezji w literackim czasopiśmie Струма (Struma). Opublikowała 13 tomików poezji. Jej twórczość była tłumaczona na kilkanaście języków w tym polski

## Nagrody
- 1983 – Nagroda Związku Pisarzy Bułgarskich za tomik poezji Къща в полето
- 1993 – Nagroda Związku Pisarzy Bułgarskich za tomik poezji Подозрения
- 1994 – Nagroda Związku Pisarzy Bułgarskich za tomik poezji Ненужно поведение
- 1998 – Nagroda Stowarzyszenia Pisarzy Bułgarskich dla najlepszej książki roku za Малко стихотворения
- 1999 – Nagroda imienia Iwana Nikołowa za całokształt twórczości
- 2004 – Nagroda imienia Christo Danowa nadana przez Ministerstwo Kultury Bułgarii za Нагоре Надолу
- 2010 – Nagroda imienia Iwana Nikołowa za tomik wierszy Тази змия
- 2014 – Nagroda imienia Nikołaja Kynczewa[5]

## Odznaczenia
- 1982 – Order Cyryla i Metodego III klasy
- 2001 – Honorowy obywatel Kiustendiłu

## Twórczość

### Poezja
- „Късо пътуване”, 1969
- „Нощем иде вятър”, 1972
- „Посвещение”, 1978
- „Къща в полето”, 1983
- „Имена”, 1987
- „Подозрения”, 1993
- „Ненужно поведение”, 1994
- „Малко стихотворения”, 1998
- „Нищо ново (100 стихотворения)”, 2001
- „Нагоре надолу”, 2004
- „Ръце”, 2006
- „Тази змия”, 2010
- „Тънка книжка”, 2014

### Książki dla dzieci
- „Истинска приказка за Поли”, 1994
- „Легенда за магичния певец”, 2000